# 教育労働運動
教育労働運動（きょういくろうどううんどう）は教育関係者による労働運動である。

## 日本
戦前の日本での教育労働運動は1919年（大正8年）に埼玉県の小学校教員が中心となって結成された啓明会や1930年11月非合法下で結成された日本教育労働者組合が存在したが、政府の弾圧を受けずに運動を展開できるようになったのは第二次世界大戦後のことである。戦後は日教組や全教等の教職員組合における、労働運動としての側面を指して用いられる用語である。
日教組による勤務評定反対闘争や、修身復活阻止闘争は、教育界の野党的役割を果たしたとも言える。しかし、政治主義的傾向に対しては、自由民主党や、一部の宗教団体（統一協会等）、「自由主義史観」の支持者等からの批判もある。また、2010年代に入って社会問題化した教員の長時間勤務のような労働運動本来の課題が長年放置されてきたという一面もある。